# Gustav Körner

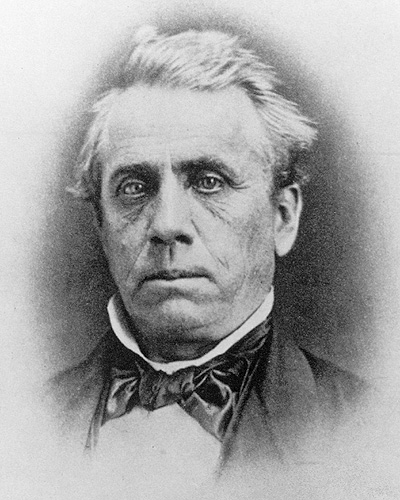
Gustav Körner
(Lincoln Museums, Fort Wayne (Indiana))

Gustav Philipp Körner, selten auch Gustav Peter Körner genannt, in den USA Gustave Koerner (* 20. November 1809 in Frankfurt am Main; † 9. April 1896 in Belleville, Illinois), war ein deutsch-amerikanischer Rechtsanwalt und Richter, Diplomat und Staatsmann. Der Freund von Abraham Lincoln war Botschafter der Vereinigten Staaten in Spanien und Vizegouverneur des Bundesstaates Illinois. Auch mit der Geschichte der deutschsprachigen Presse in Belleville ist sein Name eng verbunden.

## Familie

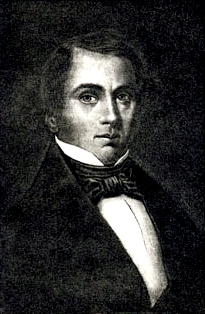
Gustav als frisch Vermählter auf einem Gemälde aus dem Jahr 1836

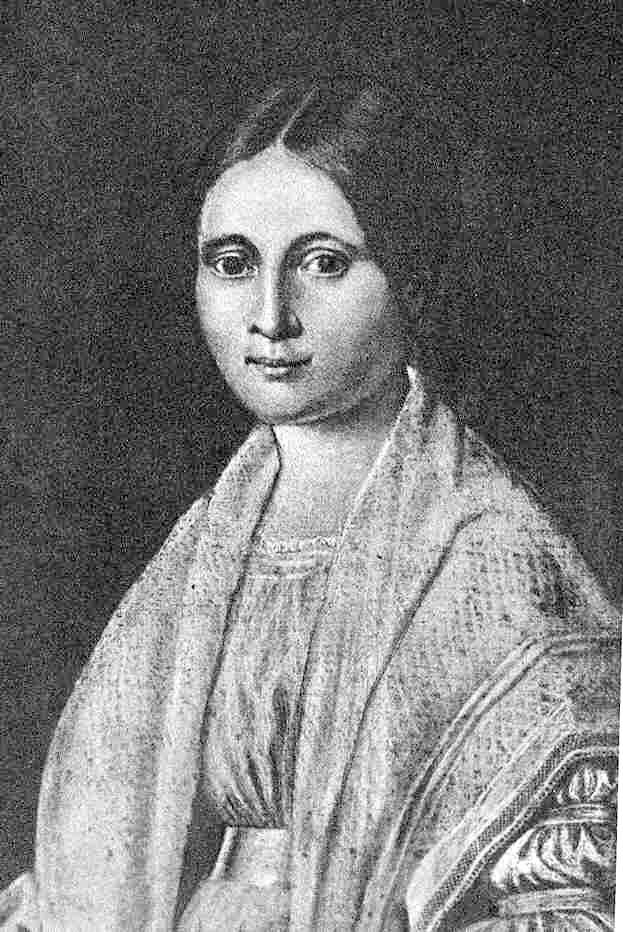
Körners Ehefrau Sophie Engelmann
(St. Clair County Historical Society, Fever River Research)

Gustav Körner war der Sohn des Frankfurter Verlegers, Buch- und Kunsthändlers Bernhard Körner (1776–1829) und seiner Ehefrau Maria Magdalena Kämpfe (1776–1847), Tochter eines anderen Frankfurter Buchhändlers. Schon bei der Wahl seines Vornamens war ein wenig Politik im Spiel: Körners Vater, ein Frankfurter Liberaler, wollte mit dem Vornamen Gustav den Widerstand des im Geburtsjahr dieses Sohnes abgesetzten schwedischen Königs Gustav Adolf IV. (1778–1837) gegen Napoleon würdigen. Körners zweiter Vorname hat dagegen nichts mit Politik zu tun: Er erinnert an Gustav Körners Taufpaten Philipp Peter Raeder oder Roeder aus Heilbronn, einen mit Bernhard Körner befreundeten Kaufmann. Mal wurde Körner mit zweitem Vornamen Philipp, weniger oft Peter genannt.
Gustav Körner heiratete am 17. Juni 1836 in Belleville (Illinois) Sophie Engelmann (* 16. November 1815 in Imsbach, Donnersbergkreis, Kurpfalz; † 1. März 1888 in Belleville), die Tochter des Friedrich Engelmann und der Elisabeth Kipp und jüngere Schwester seines Freundes und früheren Kommilitonen Theodor Engelmann (1808–1889). Körner kam mit der Familie Engelmann in die USA. Mit Sophie Engelmann verlobte er sich bereits auf der Überfahrt dorthin. Das Ehepaar Körner hatte acht Kinder.

## Leben

### Der deutsche Revolutionär

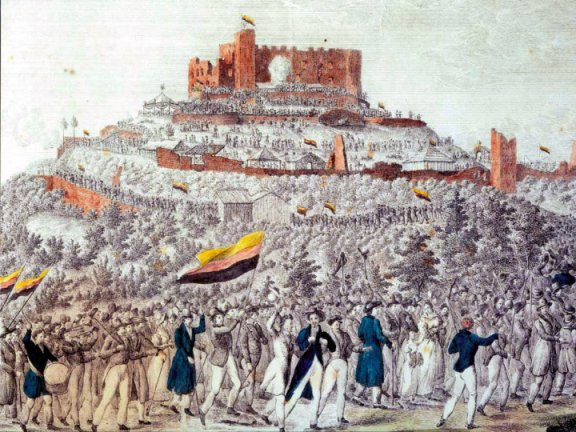
Zug zum Hambacher Fest. Teilkolorierte Federzeichnung von 1832. Die Flaggen zeigen die damals so gewählten deutschen Landesfarben Gold-Rot-Schwarz.

Körner studierte ab 1828 Rechtswissenschaft an der Universität Jena und engagierte sich schon dort in der liberalen bzw. republikanischen Studentenbewegung; er wurde Mitglied der Burschenschaft Germania Jena. Als er sein Studium an der Universität München fortsetzte, kam er 1830 wegen seiner Beteiligung an studentischem Aufruhr sogar für vier Monate ins Gefängnis. Als Reaktion auf diese so genannten Münchener Dezemberunruhen wurde die Universität München kurzzeitig für mehrere Tage geschlossen. Körner wechselte 1831 an die Universität Heidelberg, wo er 1832 zum Doktor der Rechte promoviert wurde, auch hier wurde er Mitglied einer politisch aktiven Studentenverbindung (Alte Burschenschaft Franconia Heidelberg).
Auf dem Frankfurter Burschentag 1831 setzte der revolutionär gesinnte Körner eine Verschärfung des Tendenzparagrafen durch. Nunmehr strebte die Burschenschaft die „Herbeiführung eines frei und geordneten und in Volkseinheit bestehenden Staates“ an. Im Mai 1832 nahm Körner mit einer Gruppe Heidelberger Studenten (Burschenschaft Frankonia) am Hambacher Fest teil. Körner ist zwar nicht auf der Rednerliste dieses Freiheitsfestes zu finden; er gehörte jedoch dem bald verbotenen Vaterlandsverein zur Unterstützung der freien Presse an, der zur Teilnahme an diesem Fest aufgerufen hatte. Der Frankfurter Sektion des Vereins, in der Körner aktiv war, kommt eine Schlüsselrolle bei der Vorbereitung des Frankfurter Wachensturms am 3. April 1833 zu. Dieser Umsturz sollte aus dem von Fürsten regierten Deutschen Bund eine deutsche Republik formen und freie Wahlen durchsetzen. Frankfurt, der Ort des geplanten Umsturzes, war ständiger Tagungsort der Gesandten des Deutschen Bundes.

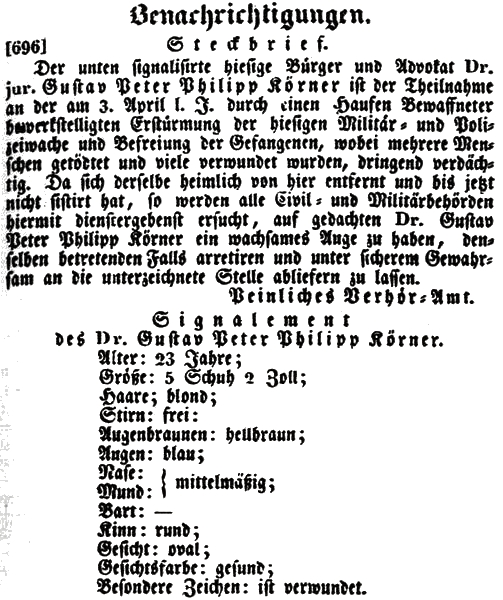
Steckbrief für Gustav Peter Philipp Körner, ausgestellt vom Peinlichen Verhör-Amt

Während der Vorbereitung des Wachensturmes traf Körner in Kassel mit dem Marburger Rechtsprofessor und Politiker Sylvester Jordan (1792–1861) zusammen, der ein wichtiges Amt in einer von den Aufständischen geplanten Übergangsregierung übernehmen sollte. Am Abend des 3. April befehligte Körner einen der drei Stoßtrupps, die gegen die Hauptwache vorgehen sollten. Gegen 21.30 Uhr eröffneten sie den Angriff auf die von etwa 50 Soldaten verteidigte Wache. Nach kurzem Handgemenge, bei dem mehrere Verteidiger fielen, ergab sich die Wachmannschaft. Innerhalb kurzer Zeit formierte sich das Frankfurter Linienbataillon zum Gegenangriff. Gegen die Übermacht hatten die Aufständischen keine Chance. Nach einem kurzen, aber heftigen Feuergefecht wurden die Hauptwache und die nahe gelegene Konstablerwache zurückerobert. Der durch einen Bajonettstich verwundete Körner verbrachte die Nacht in der Wohnung eines Freundes am Roßmarkt. Am nächsten Morgen floh er mit Hilfe seiner Schwester Auguste über Darmstadt nach Heidelberg und Karlsruhe, von dort aus nach Frankreich. Mit Freunden ging der steckbrieflich gesuchte Rechtsanwalt in Le Havre an Bord des Segelschiffes Logan mit dem Ziel USA (siehe: Dreißiger). In St. Louis (Missouri) wollte er in einer „freien Gemeinschaft“ leben (siehe: Freidenker).

### Der Deutschamerikaner und Gegner der Sklaverei

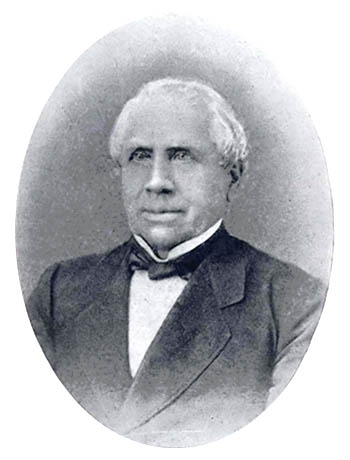
Erfahrener Politiker: Gustav Körner
(Northern Illinois University)

Der ältere Gustav Körner
(Belleviller Zeitung)

Doch in St. Louis angekommen, missfiel ihm als überzeugtem Freiheitskämpfer die in Missouri und einer Reihe anderer US-Bundesstaaten erlaubte Sklaverei, weshalb Körner mit der Auswanderergruppe der pfälzischen Familie Engelmann, der er sich in Le Havre angeschlossen hatte, in das St. Clair County (Illinois) nur wenige Kilometer jenseits des Mississippi River weiterzog (siehe: Latin Settlement). Er erwog zunächst, den Beruf zu wechseln und sich ganz der Publizistik zu verschreiben. Über seinen älteren Bruder, den Buchhändler und Verleger Carl Gottfried Körner (1798–1857) in Frankfurt, schickte er selbst verfasste Artikel über Amerika an deutsche Zeitungen. In einer fünfteiligen Serie über einen „Ausflug in das Missourital“ für Cottas Zeitung Das Ausland, die im Februar und März 1834 erschien, verurteilte er die Sklaverei: „Es sollte durchaus kein Deutscher in einen Sklavenstaat gehen. Illinois hat mit seiner Freiheit einen großen Vorzug vor seinem Nachbarstaate.“ Und er sagte mit Weitsicht den drohenden Bürgerkrieg voraus: „Der Bruch zwischen den Freien und Sklavenstaaten wird unvermeidlich, und wer möchte sich auf der schlechten Seite als Streiter finden lassen?“ Die Artikelserie bedeutete zugleich eine erste Auseinandersetzung Körners mit dem 1829 in Deutschland erschienenen Missouri-Buch von Gottfried Duden, das aufgrund seiner unkritischen und beschönigenden Sichtweise viele Auswanderer in diesen Bundesstaat lockte. Körner erweiterte seine Serie zu der 62-seitigen Schrift Schilderung des gegenwärtigen Zustandes der westlichen Staaten Nord-Amerika’s, die im Herbst 1834 von seinem Bruder Carl Gottfried in dessen Frankfurter Verlag veröffentlicht wurde. Untertitel: „Ein Schriftchen für den gebildeten Auswanderer in einer vollständigen Beleuchtung von Duden’s Bericht über eine Reise in die westlichen Staaten Nord-Amerika’s.“ Diese Schrift habe den Zweck gehabt, „die allzu glänzenden Anschauungen Duden’s auf ihren wahren Werth zurückzuführen“, heißt es in einer Rückschau auf Körners Leben, die am 11. Januar 1899 in der „Belleviller Zeitung“, der Jubiläumsausgabe zum 50-jährigen Bestehen dieses Blattes, erschien. Dort ist auch dies festgehalten: „Wie aufrichtig und ernstlich Herr Körner für die Abschaffung der Sklaverei eingenommen war, davon unter vielen anderen nur ein Beispiel: Als er eines Tages in jener denkwürdigen Zeit der Antisklaverei-Bewegung von einem Geschäftsritt aus dem Lande zurückkehrte, fand er auf dem öffentlichen Platze in Belleville eine große Menschenmenge in großer Aufregung angesammelt. Nach der Ursache dieser ungewöhnlichen Menschenansammlung sich erkundigend, erfuhr er, daß soeben ein Sklave zum Verkauf ausgeboten werde. Herr Körner stieg von seinem Pferde, begab sich zum Versteigerungsstande, kaufte den Sklaven und schenkte ihm sofort die Freiheit.“
Körner war sehr bemüht, ein guter Amerikaner zu werden, lernte deshalb – im Gegensatz zu vielen deutschen Landsleuten – sofort Englisch und setzte 1834/35 seine juristischen Studien an der Transylvania University in Lexington (Kentucky) fort. Ab 1835 praktizierte er in Belleville als Rechtsanwalt in eigener Kanzlei. Er war entsetzt, welches falsche Bild sich seine Landsleute in Deutschland von Amerika machten. Deshalb unterstützte er 1837 das Projekt einer „nordamerikanischen Zeitschrift für Deutschland“ (Untertitel), das unter dem Namen Das Westland von dem als Arzt in St. Louis tätigen George Engelmann (1809–1884), der wie Körner aus Frankfurt stammte, gestartet wurde. Die in St. Louis verlegte und bei einem Onkel Engelmanns in Heidelberg gedruckte Dreimonatsschrift, die ein falsches Amerika-Bild korrigieren wollte, fand aber nicht die erhoffte Resonanz und musste nach nur drei Ausgaben ihr Erscheinen einstellen. Körner verfasste unter dem Kürzel „G. K.“ mehrere Beiträge für diese Zeitschrift.
1838 erhielt Gustav Körner die US-amerikanische Staatsbürgerschaft.
1842 übernahm er mit Erfolg das Gerichtsverfahren zur Rehabilitation des von seiner Gemeinde, der „Apostolisch-lutherischen Episkopalkirche zu Stephansburg“, in St. Louis vertriebenen Bischofs Martin Stephan.

### Der Demokrat
Auch in seiner neuen Heimat engagierte sich Körner politisch und ermutigte auch seine deutschen Landsleute dazu. Schon seit 1837 war Körner Anhänger der 1828 gegründeten Demokraten, wurde sogar in hohe Parteiämter gewählt, doch konnte er sich mit der generellen Einstellung seiner Partei zur Sklaverei nicht länger abfinden. 1856 wechselte er deshalb zu den 1854 als Partei gegen die Sklaverei gegründeten Republikanern (siehe: Abolitionismus).
Seinem Heimatstaat Illinois diente er in diesen Jahren in mehreren Funktionen, u. a. von 1842 bis 1843 als Mitglied des Repräsentantenhauses, von 1845 bis 1851 als Richter am Obersten Gerichtshof des Staates Illinois. Als 1848 die Nachrichten von der Revolution in Deutschland die USA erreichten, war der einstige Wachenstürmer begeistert. Körner spielte eine Weile mit dem Gedanken, in seine Heimatstadt zu reisen und den Weg Deutschlands zur demokratischen Paulskirchenverfassung hautnah mitzuverfolgen. Obwohl er unter die 1848 von der Stadt Frankfurt verkündete Amnestie fiel und die 1835 erfolgte Aberkennung der Bürgerrechte der Freien Stadt Frankfurt damit rückgängig gemacht worden war, rieten ihm seine ältere Schwester Pauline (1804–1856) und sein Bruder Carl Gottfried, die beide in Frankfurt lebten und die Erfolgsaussichten der Revolution mit großer Skepsis betrachteten, in Briefen nachdrücklich davon ab, diese Reise anzutreten. Körner blieb in Amerika.
Von 1853 bis 1857 war Körner Vizegouverneur („Lieutenant Governor“) von Illinois unter Gouverneur Joel Aldrich Matteson. Als dieser Präsident der Eisenbahngesellschaft Chicago and Alton Railroad wurde, sollte Körner das Amt des Gouverneurs übernehmen, doch seine „fremdländische Abstammung“ als Deutscher und seine radikale politische Einstellung gegen die Sklaverei machten dies unmöglich.

### Der Zeitungsmacher
Um den Wahlkampf des seit 1837 amtierenden US-Präsidenten Martin Van Buren (1782–1862) zu unterstützen, der aus dem Lager der Demokraten kam und seine Wiederwahl anstrebte, gründete der politisch ambitionierte Rechtsanwalt Gustav Körner 1840 in Belleville die Zeitung „Der Freiheitsbote für Illinois“. Es war die erste in diesem Bundesstaat erscheinende deutsche Zeitung. Gedruckt wurde sie allerdings im benachbarten St. Louis. Körner selbst bezeichnete das von Mai bis November 1840 erscheinende Blatt – die meisten Beiträge stammten aus seiner eigenen Feder – als wöchentliche Wahlkampfzeitung (campaign paper). Schon zwei Wochen nach dem ersten Erscheinen habe es 200 Abonnenten gegeben, vermerkte er in seinen Memoiren. Als auch die Demokraten von Missouri auf diese Zeitung aufmerksam wurden, änderte Körner den Titel in „Freiheitsbote für Illinois und Missouri“. Van Buren gelang es nach schweren Rezessionsjahren allerdings nicht, sein Präsidentenamt zu verteidigen. Er gewann lediglich in sechs Bundesstaaten – Illinois zählte dazu.
Vier Jahre nach Körner versuchte dessen Freund und Schwager Theodor Engelmann sein Glück als Zeitungsverleger. Er gründete 1844 den „Belleviller Beobachter“. Diese erste in Belleville gedruckte Zeitung war ein früher Versuch, deutsche Immigranten für eine deutschsprachige Zeitung zu gewinnen. Doch das Blatt hatte Probleme, sich einen Markt zu erobern. Dies wurde auch dadurch erschwert, dass Engelmann 1844 zum Gerichtsschreiber des Kreisgerichtes von St. Clair County ernannt wurde und seiner Zeitung nicht mehr die erforderliche Zeit widmen konnte. Er verkaufte den Beobachter. Der neue Besitzer, Bartholomeus Hauck, ließ das Blatt bald eingehen und verlegte die Druckerei nach Quincy, wo er mit neuen Zeitungsgründungen neue Misserfolge landete. Da der Bevölkerungsanteil der deutschstämmigen Belleviller in den folgenden Jahren beträchtlich anwuchs und außerdem seine Amtszeit am Kreisgericht endete, unternahm Theodor Engelmann 1848 den erneuten Versuch, in Belleville eine deutschsprachige Zeitung zu etablieren. Er überzeugte Hauck, der zwischenzeitlich – ebenfalls ohne Erfolg – versucht hatte, als Verleger in St. Louis Fuß zu fassen, bei diesem Projekt mitzumachen und mit seiner Druckerei nach Belleville zurückzukehren.
Am 11. Januar 1849 erschien die erste Ausgabe der Belleviller Zeitung. Engelmann fungierte als Eigentümer und Herausgeber, Hauck als Drucker. Das jeden Donnerstag erscheinende Blatt kostete im Jahresabonnement zwei US-Dollar. Die Deutschen stellten mittlerweile den größten Bevölkerungsanteil der Stadt Belleville. Daher konnte sich die „Belleviller Zeitung“ gegen zwei englischsprachige lokale Blätter behaupten. Im März 1849 ließ Engelmann seine Leser wissen, das Unternehmen sei festbegründet und die Zeitung könne auch künftig regelmäßig erscheinen. An diesem Erfolg hatte Gustav Körner nicht unerheblichen Anteil. Über mehrere Jahre lag die Redaktion hauptsächlich in seinen Händen. Der gut beschäftigte Anwalt widmete dem politisch auf Seiten der Demokraten stehenden Blatt einen großen Teil seiner freien Zeit – ohne eigene finanzielle Interessen, wie er in seinen Memoiren betonte. Körner „nahm den regsten Antheil an dem Gedeihen der ‚Belleviller Zeitung‘ und führte meistens die Redaktion, obschon Herr Engelmann dem Namen nach als Redakteur fungierte“, schaute die Zeitung zu ihrem 50. Geburtstag auf diese Zeit zurück (Jubiläumsausgabe vom 11. Januar 1899).
Kurz vor seinem Amtsantritt als Vizegouverneur am 1. Januar 1853 meldete sich Gustav Körner mit Datum vom 23. Dezember 1852 in der Belleviller Zeitung doch einmal namentlich zu Wort – mit einer „Erklärung an die Leser“: „Obgleich die Redaktion der ‚Belleviller Zeitung‘ von mir nie förmlich übernommen worden war, so habe ich doch dieselbe fast von ihrem Entstehen an, so weit und so oft es meine anderen Berufsgeschäfte gestatteten, thatsächlich geführt, und mich gewissermaßen für deren Richtung und Inhalt verantwortlich gehalten. Die Stellung, welche ich in einigen Tagen, als Beamter des Staates, einzunehmen habe, macht es mir unmöglich, die bisherige Verbindung mit der Zeitung zu unterhalten, und muß ich also damit auch jede weitere Verantwortlichkeit, die gewöhnlich ein Redakteur übernimmt, für den Inhalt derselben ablehnen. Ich werde indessen, so viel es meine Zeit erlaubt, der Zeitung meine Aufmerksamkeit schenken, und zu ihrem Gedeihen, wenigstens mittelbar beizutragen suchen. G. Körner.“
Körner blieb der Zeitung verbunden und schickte von nun an wöchentlich Berichte über das politische Geschehen in der Hauptstadt von Illinois nach Belleville. In einer seiner ersten Meldungen für die Rubrik „Eingesandt“ verkündete er stolz, dass der in Belleville lebende frühere Gouverneur von Illinois, John Reynolds (1788–1865), der von 1831 bis 1834 an der Spitze dieses Staates gestanden hatte, in Springfield zum „Sprecher des Hauses der Legislatur“ gewählt worden sei und somit die „Vorsitzer“ des Staatssenats (er, Körner) wie der Legislatur (Reynolds) „beide Belleviller“ seien.
Doch bald erwuchs den Demokraten politische Konkurrenz, und die „Belleviller Zeitung“ begann, sich auf deren Seite zu schlagen: Am 16. März 1854 publizierte das Blatt die Satzung einer neuen „Vereinigung der freien Deutschen“. Es handelte sich um eine Vorläuferin der Republikanischen Partei. Diese Vereinigung trat vor allem gegen eine weitere Ausbreitung der Sklaverei und für deren allmähliche Abschaffung ein.

### Der Republikaner

Abraham Lincoln

Der Demokrat Körner zählte 1856 zu den Mitbegründern der Republikanischen Partei, feilte mit an deren Programm. Körner wurde im selben Jahr zum Vorsitzenden der Republikaner von Illinois gewählt. 1858 war er Präsident der Wahlversammlung, die Abraham Lincoln für den US-Senat nominierte. Hinter den Kulissen zweier großer Parteitage 1858 – zunächst auf der „State Convention“ von Illinois in Bloomington, dann auf dem nationalen Parteikongress in Chicago – gehörte er zu jener Gruppe einflussreicher republikanischer „Strippenzieher“, die Lincoln als Präsidentschaftskandidaten durchsetzten. Körner spielte im 1860er Präsidentschafts-Wahlkampf eine Schlüsselrolle als Verbindungsmann zur wichtigen Gruppe der Deutschamerikaner und war einer von Lincolns politischen Beratern. Dass bei der Wahl 1860 die Deutschamerikaner Lincoln zu den wahlentscheidenden Stimmen verhalfen, gilt auch als ein Erfolg des unermüdlichen Wahlkämpfers Gustav Körner, der im gesamten Mittleren Westen als ein Sprecher der Deutschamerikaner geachtet war. Körner war ein Vertrauter Lincolns und galt als sehr einflussreich, was speziell in Bezug auf seine deutschen Landsleute von politischer Bedeutung war. So warnte er Lincoln davor, in seinem Wahlkampf Friedrich Hecker (1811–1881) zu den Deutschen sprechen zu lassen, da dieser bei den Katholiken als „Antichrist“ verfemt sei. Körner hatte sich mit dem badischen Revolutionär Hecker einst in Heidelberger Studententagen ein Duell geliefert. 1848, nach Heckers Emigration in die USA, hatte ihm Körner geholfen, eine Farm in Summerfield in der Nähe von Belleville zu finden.
Nach dem Wahlsieg Lincolns (Amtseinführung am 4. März 1861) blieb Körner zunächst ein politisches Amt versagt, worüber er sehr enttäuscht war, was in mehreren Briefen an Lincoln deutlich wurde. So arbeitete Körner zunächst 1861 an der Aufstellung des „43rd Illinois Regiment“, wurde aber vor Abschluss dieser Aufgabe im August des Jahres im Rang eines Colonels (Oberst) zum Quartiermeister bei General John C. Frémont ernannt (offizielles Kommando: 28. September 1861 – 10. Februar 1862 / Quelle: Illinois Trails History and Genealogy). Im Januar 1862 empfahl ihn Lincoln an General Henry Wager Halleck weiter zur Anstellung im Rang eines Brigadegenerals des Unionsheeres. Doch schon im April 1862 musste Körner aus gesundheitlichen Gründen den Dienst quittieren.
Als Carl Schurz (1829–1906) im selben Jahr 1862 sein Amt als Botschafter in Madrid aufgab, erhielt Körner mit Nominierung vom 6. Juni und Bestätigung durch den US-Senat am 12. Juni 1862 endlich sein ersehntes politisches Amt und wurde Schurz’ Nachfolger. Lincoln schickte ihn mit einer nicht einfachen Mission nach Spanien. Er sollte verhindern, dass Spanien während des amerikanischen Bürgerkriegs für die Seite der Südstaaten Partei ergriff. Obwohl dem „Envoy Extraordinary and Minister Plenipotentiary of the United States of America“ (so Körners genauer Titel als Botschafter) dies gelang, war Körner in Spanien unzufrieden. Er bat seinen Präsidenten mehrfach um Ablösung. Ein wichtiger Grund: Die finanzielle Dotierung dieser Botschafterstelle reichte bei weitem nicht aus, den enormen repräsentativen Verpflichtungen am spanischen Hof gerecht zu werden. Körner musste Geld aus seiner Privatschatulle zulegen. Ende des Jahres 1864 verließ er den diplomatischen Dienst und kehrte in die USA zurück. Kaum wieder zuhause, war er am 5. Mai 1865 einer der zwölf Sargträger, die den ermordeten Abraham Lincoln in dessen Heimatstadt Springfield auf dem „Oak Ridge Cemetery“ zu Grabe trugen. Nur ein Sargträger stammte nicht aus Springfield: Es war der Lincoln-Freund aus Belleville.
Die Reise als Botschafter nach Madrid 1862 nutzte Körner zu einem Besuch in seiner Heimatstadt am Main. Die Frankfurter Allgemeine Zeitung schrieb 1996 anlässlich seines 100. Todestages, dies sei „der erste Besuch seit seinem abrupten Abschied 1833 und auch der letzte“ gewesen. In Frankfurt waren der Wachensturm und die Aufständischen in schlechter Erinnerung, da die Stadt anschließend der Bundesexekution unterworfen und mit einer militärischen Besatzung belegt worden war. Aus den Schriften Körners geht unzweideutig hervor, dass er Frankfurt sowohl 1863 während seiner Zeit als Botschafter in Spanien als auch 1864 auf der Rückreise von Madrid in die USA weitere Besuche abstattete. Bei seinem ersten Besuch 1862 traf Körner in Frankfurt auf einem Festbankett mit dem Komponisten Richard Wagner (1813–1883) zusammen. Körner war ein großer Liebhaber klassischer Musik. Doch dürften beide nicht nur über Musik geplaudert haben: Hatten doch beide Erfahrungen als Revolutionäre – der eine als Wachenstürmer anno 1833, der andere als Barrikadenkämpfer 1848/49 in Dresden.

### Der Ruheständler

Gustav Körners Wohnhaus um 1890
(St. Clair County Historical Society, Fever River Research)

Seinen Ruhestand verlebte Körner bis zu seinem Tod in Belleville, konnte sich aber noch in einigen Ehrenämtern betätigen. So wurde er z. B. 1870 wieder ins Repräsentantenhaus von Illinois gewählt und wurde außerdem Präsident des ersten Direktoriums der Eisenbahn-Kommission von Illinois. 1872 gehörte er noch einmal zur Wahlmännerversammlung, die Horace Greeley als US-Präsidentschaftskandidaten nominierte. Im selben Jahr kandidierte er auch für das Amt des Gouverneurs von Illinois, doch die Wahl gewann der Republikaner Richard James Oglesby (1824–1899), der schon in seinem ersten Amtsjahr 1873 von seinem Parteifreund John Lourie Beveridge abgelöst wurde (siehe: Liste der Gouverneure von Illinois), später, von 1885 bis 1889, das Gouverneursamt aber erneut bekleidete. Körner betätigte sich weiterhin als Rechtsanwalt, schrieb auch Artikel für etliche Zeitungen. Auf Empfehlung seines Freundes und Biografen Heinrich Rattermann (1832–1923) begann er Ende 1886 in Belleville mit der Niederschrift seiner Memoiren. Körner dachte dabei nicht an eine Publizierung – er brachte die ausführliche Rückschau auf sein Leben als Erinnerung für seine Kinder zu Papier.
Gustav Körner starb im April 1896 und wurde in seiner zweiten Heimat Belleville auf dem „Walnut Hill Cemetery“ neben seiner 1888 verstorbenen Ehefrau Sophie begraben. Auf diesem Friedhof befindet sich auch das Grab des deutschen Unternehmers Moritz von Dobschütz (1831–1913). Körners Memoiren wurden 1909, 13 Jahre nach seinem Tod und im Jahr seines 100. Geburtstages, in zwei Bänden in Cedar Rapids (Iowa) als Buch veröffentlicht. Körners ehemaliges Wohnhaus ist heute im „National Register of Historic Places“ verzeichnet. Es wurde 2001 von der Stadt Belleville erworben. Die Historische Gesellschaft des St. Clair County (St. Clair County Historical Society) übernahm die Federführung des Restaurierungs- und Umbauprojektes, mit dem bald danach begonnen wurde. Das Gustave-Koerner-House an der 200 Abend Street/Ecke Mascoutah Avenue soll künftig als Museum an den großen Deutschamerikaner Gustav Körner erinnern.

## Deutscher Weihnachtsbaum
Beinahe alle Jahre wieder tauchen in US-Medien Berichte auf, wonach Gustav Körner die typisch deutsche Sitte des beleuchteten und geschmückten Weihnachtsbaums in den USA eingeführt habe – und dies schon 1833 in der Nähe von Belleville. Diese Geschichten gehen auf die Schilderung des ersten Weihnachtsfestes der pfälzischen Auswandererfamilie Engelmann, der sich Körner angeschlossen hatte, in der Siedlung der sogenannten „Lateinischen Bauern“ bei Belleville zurück. Im extrem kalten Winter 1833/34 diente in Ermangelung einer Tanne die Spitze eines jungen Fenchelholzbaumes (Sassafras), die noch ein paar grüne Blätter trug, als Weihnachtsbaumersatz. Der Sassafras wurde mit Bändern, bunten Papierstreifen, Äpfeln, Nüssen, Backwerk und Kerzen geschmückt. „Vielleicht war dies der erste Weihnachtsbaum, dessen Lichter an den Ufern des Mississippi entzündet wurden“, hielt Gustav Körner später in seinen Memoiren fest. Dass dieser Sassafras – obwohl der Weihnachtsbaum 1833 in den Vereinigten Staaten längst nicht mehr unbekannt war – später in Medienberichten zum ersten Weihnachtsbaum der gesamten USA hochstilisiert wurde, geht wohl kaum auf das Konto Gustav Körners. Allerdings soll schon ein Jahr zuvor der aus Hessen stammende deutsch-amerikanische Schriftsteller Karl Follen einen Weihnachtsbaum in seinem Haus in Cambridge aufgestellt und so den Brauch in Neuengland und den Vereinigten Staaten eingeführt haben.

## Angriff des „rothen Doktors“

Signatur Körners

Ein Jahr nach dem Tod Körners griff Ernst Schmidt (1830–1900), Amerika-Auswanderer der „Achtundvierziger“-Generation und als „rother Doktor von Chicago“ in die Geschichte eingegangen, den Belleviller Politiker heftig an. In dem Beitrag „Ein dunkler Brief“ für „Die Fackel“, das Sonntagsblatt der Chicagoer Arbeiter-Zeitung, vom 5. Dezember 1897, warf Schmidt Gustav Körner vor, der ehemalige Frankfurter Attentäter von 1833 habe im Jahre 1887 schriftlich an den Gouverneur von Illinois, Richard Oglesby, appelliert, die in einem umstrittenen Prozess zum Tode verurteilten Attentäter der Chicagoer Heumarkt-Affäre (Haymarket Riot) von 1886 keinesfalls zu begnadigen. Am Heumarkt hatte ein Unbekannter auf einer gewerkschaftlichen Protestversammlung am 1. Mai ein Bombenattentat verübt. Den Brief an Oglesby, so Schmidt, müsse Körner in „einer dunklen Stunde“ seines Lebens geschrieben haben. Gerade er als ehemaliger Frankfurter Attentäter hätte vielmehr mit seinem ganzen Einfluss „für Gnade eintreten“ müssen. Der Vorwurf gegen Körner wurde 1968 von Frederick R. Schmidt in dem in Santa Fe erschienenen Buch „He Chose“ über Ernst Schmidt wiederholt und findet sich ebenso in der 2003 in Frankfurt am Main erschienenen Biographie des Arztes und Sozialrevolutionärs Dr. Ernst Schmidt wieder, die aus der Feder von Axel W.-O. Schmidt stammt und den Titel trägt: „Der Rote Doktor von Chicago – ein deutsch-amerikanisches Auswandererschicksal.“ Doch weder Ernst Schmidt (1897) noch Frederick R. Schmidt (1968) noch Axel W.-O. Schmidt (2003) waren in der Lage, den angeblichen Körner-Brief an Oglesby im Wortlaut wiederzugeben oder eine Quellenangabe zu diesem Schriftstück zu liefern. In den umfangreichen Oglesby-Papieren der Lincoln-Bibliothek und des Lincoln-Museums in Springfield jedenfalls ist ein solches Schreiben Körners nicht überliefert, obwohl es dort eine Reihe anderer an Oglesby gerichtete Schreiben zu den Gerichtsurteilen der Heumarkt-Affäre gibt (Auskunft der Kuratorin für Manuskripte der Abraham Lincoln Presidential Library, Cheryl Schnirring, vom 30. März 2007).

## Der 200. Geburtstag

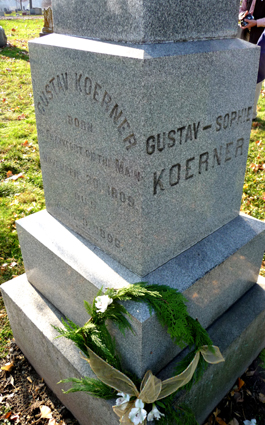
Grabstein von Gustav und Sophie Körner auf dem Friedhof Walnut Hill in Belleville
(Foto: José Miguel)

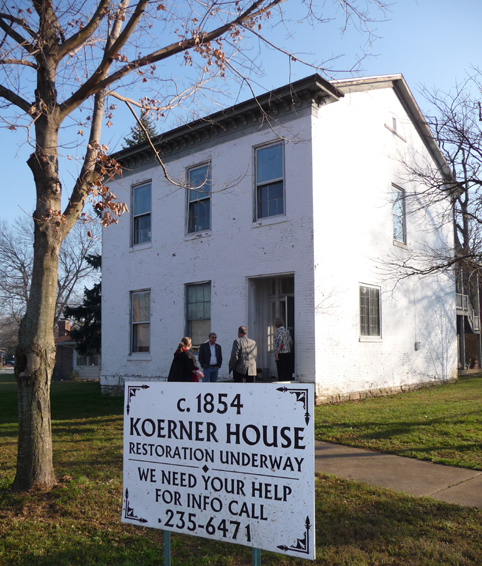
Die Restaurierung und Umgestaltung zum Museum läuft: Körner’s Haus in Belleville. Hier lebte er mehr als vier Jahrzehnte
(Foto: José Miguel)

Frankfurt widmete 2009 Körners Schulfreund Heinrich Hoffmann, dem „Struwwelpeter“-Autor und Psychiater, anlässlich seines 200. Geburtstages nicht weniger als acht Ausstellungen und obendrein ein großes Rahmenprogramm. Dagegen ignorierte die Stadt denselben Jahrestag des Deutschamerikaners Gustav Körner (20. November) völlig. Dabei verfügt das Frankfurter Institut für Stadtgeschichte, eines der größten deutschen Stadtarchive, über eine Reihe von Dokumenten zu Gustav Körner. Darunter befindet sich der Steckbrief, der kurz nach dem Wachensturm im Zuge der Fahndung nach dem flüchtigen Revolutionär in Frankfurt veröffentlicht wurde.
Körners zweite Heimat Belleville beging den 200. Geburtstag Körners mit einem festlichen Dinner. Daran nahmen auch Nachfahren der Familien Körner und Engelmann aus den US-Bundesstaaten Kalifornien, Maine und Michigan teil. Am Tag darauf pflanzten sie am Grabe Körners auf dem Belleviller Stadtfriedhof „Walnut Hill“ eine amerikanische Weiß-Eiche. Der „White Oak“ gilt als offizieller Staatsbaum von Illinois. In Körners ehemaligem Wohnhaus informierten sich die Gäste anschließend über den Umbau des Backsteingebäudes zu einem Museum, das dem bekannten Deutschamerikaner gewidmet werden soll. Dieses Museum soll auch Körners Freundschaft mit Abraham Lincoln beleuchten, dessen Geburtstag sich 2009 ebenfalls zum 200. Mal jährte und zu den wichtigsten Jubiläumsdaten dieses Jahres in den USA zählte. Nachfahren Körners überreichten dem Belleviller Bürgermeister Mark Eckert beim festlichen Dinner aus Familienbesitz ein wertvolles Exponat für das geplante Körner-Museum: ein schweres Silbertablett, das Spaniens Königin Isabella II. 1864 Gustav Körner zu seiner Verabschiedung als US-Botschafter in Spanien geschenkt hatte.
In Frankfurt am Main gibt es im Westend zwar eine „Körnerstraße“. Doch die erinnert nicht an Gustav Körner, sondern an den Dichter der Befreiungskriege Carl Theodor Körner (1791–1813). In Büchern über berühmte Frankfurter sucht man den Namen Gustav Körner zumeist vergebens, beispielsweise in der renommierten Frankfurter Biographie. 1929, zur 100-Jahr-Feier des US-Generalkonsulats in Frankfurt, bemerkte eine vom Magistrat der Stadt herausgegebene Schrift allerdings: „Der bedeutendste von den ausgewanderten Frankfurtern war Dr. Gustav Peter Körner.“ Und 1963 hieß es in einer Dokumentation zum Besuch von US-Präsident John F. Kennedy in Frankfurt: „Bereits vor, aber auch nach der sogenannten Paulskirchenbewegung gewährte Amerika in den Zeiten der politischen Reaktion den deutschen Demokraten Asyl. Einer unter den aufrechten Frankfurter Demokraten, die nach Amerika auswanderten, war Gustav Peter Körner.“ Der nicht aus Frankfurt stammende Deutschamerikaner Carl Schurz, dem die Stadt am Main 1929 zum 100. Geburtstag sogar einen Festakt in der Paulskirche widmete (Festredner: der damalige Reichstagsabgeordnete und spätere Bundespräsident Theodor Heuss), wird seit vielen Jahren mit einer Gedenktafel an der Paulskirche geehrt. Den aufrechten Frankfurter Demokraten Gustav Körner sucht man dort vergebens.
Ein Jahrhundert nach der Veröffentlichung der zweibändigen Memoiren Gustav Körners (2009) gibt es in der Universitäts- und Bücherstadt Frankfurt, der Heimat Körners, noch immer keine vollständige deutsche Übersetzung dieses historisch interessanten Werkes. Lediglich die sieben studentischen Kapitel des ersten Bandes wurden 2003 von Kurt U. Bertrams in einer deutschen Übersetzung herausgebracht – dies allerdings unter dem englisch anmutenden Titel „Remembrances of the Burschenschaft“ (Hilden). Untertitel: „Studentische Erinnerungen eines deutschen Revolutionärs und amerikanischen Politikers 1829–1833“.
Gustav Körner scheint im Jahr seines 200. Geburtstages in seiner deutschen Heimatstadt Frankfurt fast vergessen zu sein. Der Amerikaauswanderer selbst hat die Stadt, aus der er stammt, nie vergessen. In seinem Buch „Aus Spanien“ (1867) schrieb Körner nach seiner Rückreise vom Botschafterposten in Madrid, die über Frankfurt führte: „Frankfurt! Hier hatte jeder Pflasterstein für mich nicht eine historische, wie man meist in Hambach sagte, sondern eine individuelle Bedeutung. Welche Gefühle durchströmten mich, als ich den Fuß auf den Steinweg setzte, um im alterthümlichen ‚Schwanen‘ abzusteigen. – Die Hauptwache, eine meiner letzten Erinnerungen des dritten Aprils. Auf dem Roßmarkt das Haus, in welchem ich meine letzte Nacht in Frankfurt, verwundet, zugebracht hatte. Von den Fenstern des Hotels, sah ich die alte Stadt-Allee, wo ich als Kind so oft gespielt, jetzt mit Göthe’s (viel zu collossalem) Standbild geschmückt. O wie schön ist Frankfurt geworden, mit seinem Kranz von herrlichen Gartenwohnungen. Die erste Stadt, die wie Amerika aussieht, sagten meine Kinder. Hier ist Leben, Treiben, freie Bewegung. Ueberhaupt ist doch Deutschland unendlich vorwärts gegangen.“

## „Do right and fear no one“
Die Historische Gesellschaft des St. Clair County, in dem Belleville liegt, hat ihr großes Projekt, das ehemalige Wohnhaus Gustav Körners zu einem Koerner-Museum umzugestalten, unter dessen Leitwort „Do right and fear no one“ gestellt. Es war 2009 auch das Motto der Feiern zum 200. Geburtstag Gustav Körners. „Handle recht und scheue niemand“ war indes nicht Körners ganz persönliches Lebensmotto. Mit diesen Worten beschrieb er in seinen Memoiren vielmehr die „Religion“ der meisten Burschenschafter seiner Jenaer Studentenjahre – er dürfte damit aber auch seine eigene Grundhaltung als aktiver Burschenschafter gekennzeichnet haben. Eines seiner persönlichen Leitmotive stellte die „Belleviller Zeitung“ am 11. Januar 1899, fast drei Jahre nach Körners Tod, in einer Biografie in ihrer Jubiläumsausgabe zum 50. Jahrestag ihres ersten Erscheinens heraus: „Die ganze Arbeit seines langen, ruhmvollen Lebens mag als eine beständige Darlegung seines Lieblingsmottos aufgefaßt werden, nämlich: Keine Rechte ohne Pflichten, keine Pflichten ohne Rechte.“

## Schriften
- Beleuchtung des Duden’schen Berichtes über die westlichen Staaten Nordamerikas, von Amerika aus, Karl Körner (Hrsg.), Frankfurt (Main) 1834.
- Das Deutsche Element in den Vereinigten Staaten von Nordamerika 1818–1848, Verlag Wilde, Cincinnati 1880 und New York 1885 – Neudruck in: Crosscurrents: writings of German political emigrés in nineteenth-century America, Section 2: America and the Americans, Band 3, Verlag Peter Lang, New York, Bern und Frankfurt (Main) 1986, ISBN 0-8204-0045-9 (herausgegeben und mit einer Einleitung in englischer Sprache von Patricia A. Herminghouse). – Don Heinrich Tolzmann (Cincinnati, Ohio), Autor zahlreicher Bücher zur deutsch-amerikanischen Geschichte und Kultur, hat Körners Buch in die englische Sprache übersetzt, mit Anmerkungen versehen und einzelne Kapitel in mehreren regional gegliederten, von ihm herausgegebenen Publikationen veröffentlicht: "Missouri’s German Heritage." Milford, Ohio 2004, ISBN 1-932250-22-0; "Illinois’ German Heritage." Milford, Ohio 2005, ISBN 1-932250-27-1; "The German Element in the Northeast: Pennsylvania, New York, New Jersey & New England." Baltimore, Maryland 2010, ISBN 978-0-8063-5498-9; "The German Element in the Ohio Valley. Ohio, Kentucky & Indiana." Baltimore, Maryland 2011, ISBN 978-0-8063-5507-8.
- Remembrances of the Burschenschaft, Studentische Erinnerungen eines deutschen Revolutionärs und amerikanischen Politikers, Herausgeber: Kurt Ulrich Bertrams, WJK-Verlag, Hilden 2003, ISBN 3-933892-55-4
- Memoirs of Gustav Körner, 1809–1896, Herausgeber: Thomas J. McCormack, 2 Bände, Torch Press, Cedar Rapids (Iowa) 1909.
- Auszug aus den Gesetzen des Staates Illinois oder Sammlung derjenigen Rechtsvorschriften, die im bürgerlichen Leben am häufigsten zur Anwendung kommen, begleitet von der Unabhängigkeits-Erklärung und der Constitution der Ver. Staaten und des Staates Illinois, so wie von erleuternden Bemerkungen und Hinweisungen für die deutschen Bürger von Illinois, St. Louis 1838. (Dieses Werk ist das erste in St. Louis gedruckte deutschsprachige Buch.)
- Aus Spanien, Frankfurt (Main) 1867.